# Brønderslev
Brønderslev è un centro abitato della Danimarca situato nella regione dello Jutland Settentrionale e capoluogo dell'omonimo comune.
La cittadina, che ha 12 842 abitanti, è situata nell'entroterra della parte settentrionale dell'isola di Vendsyssel-Thy circa a metà strada tra Aalborg a sud e Hjørring a nord.

## Storia
In origine chiamata Vester Brønderslev faceva parte della città di Hjørring.
L'attività prevalente erano l'agricoltura, vi era inoltre una manifattura di ceramica. Nel 1832 venne ricostruita e spostata la strada di collegamento fra Nørresundby e Hjørring, Vester Brønderslev si trovò a metà strada, sorsero locande e stallaggi e il centro abitato crebbe di importanza. Nel 1850 la strada venne lastricata e la cittadina divenne un centro dei commerci e dell'artigianato. Nel 1871 venne collegata alla ferrovia.
Nel 1886 venne fondata una manifattura meccanica che nel corso dei decenni successivi crebbe fino ad impiegare nel 1950 oltre 1000 dipendenti.
Nel 1921 venne rinominata in Brønderslev.

## Monumenti e luoghi d'interesse
La chiesa vecchia Gamle Kirke risale al 1150, notevole l'altare in stile rinascimentale risalente al XVII secolo. A nord della chiesa si trova il cimitero collocato in una zona boschiva, abbastanza inconsueto in Danimarca.
A Brønderslev si trova un grande giardino botanico fondato nel 1994 su un parco preesistente e risalente al XIX secolo chiamato Hedelund Rhododendronpark che ospita oltre 10.000 piante di oltre 130 varietà di rododendri.